# Gökhan Saki
Gökhan Saki (ur. 18 października 1983 w Schiedam) – turecki kick-bokser oraz zawodnik mieszanych sztuk walki kategorii ciężkiej oraz półciężkiej, posiadający obywatelstwo holenderskie. Były mistrz organizacji Glory w wadze półciężkiej.

## Kariera sportowa
Gökhan Saki urodził się i wychował w Holandii w rodzinie tureckich imigrantów. W wieku 10 lat rozpoczął treningi boksu tajskiego pod okiem Jana Patsjerika. Od 2001 roku jest związany z klubem Golden Glory z Bredy. W swojej karierze zdobył kolejno mistrzostwo Holandii, Europy i Świata w muay thai.

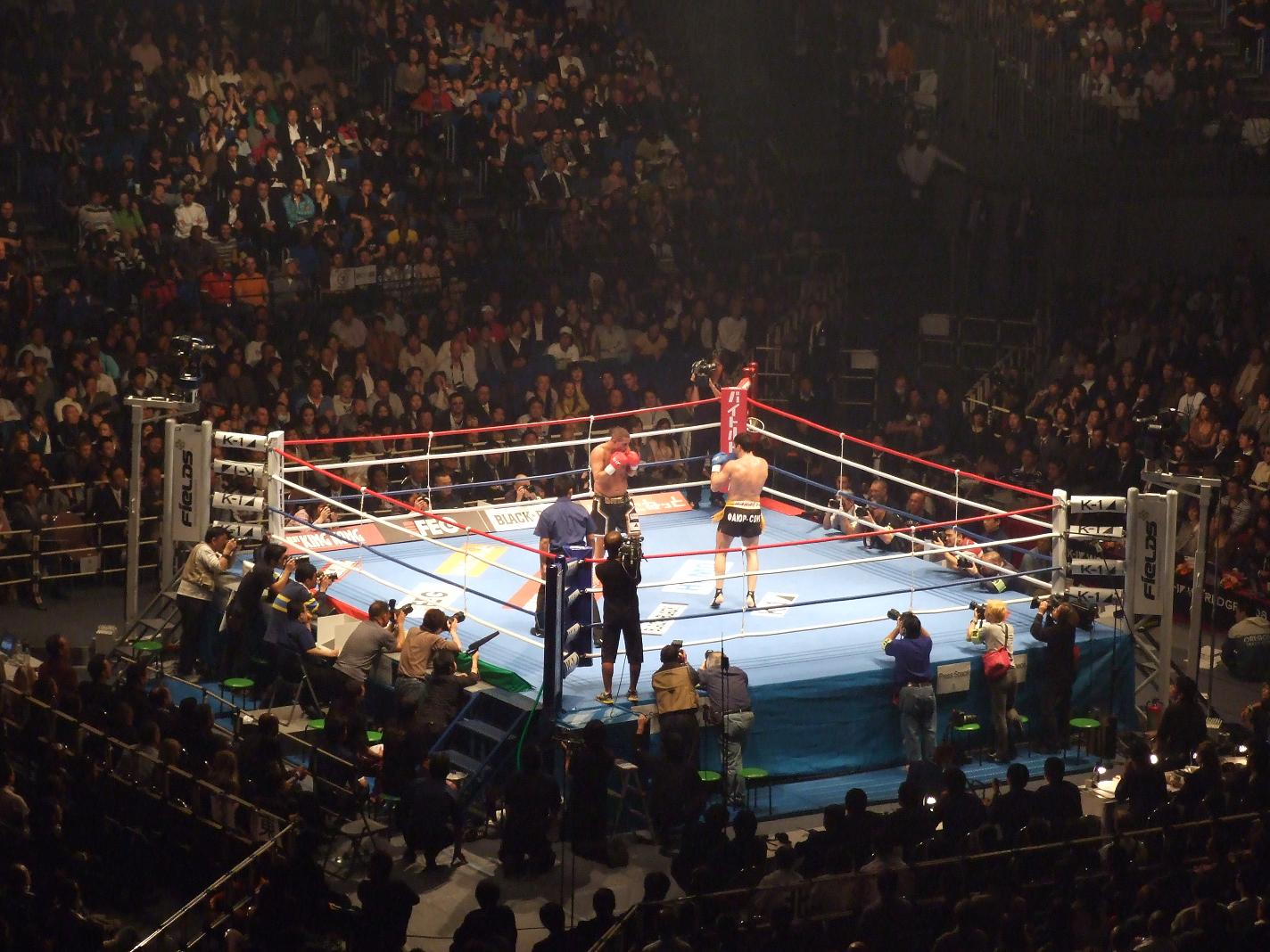
Saki (z lewej) kontra Karajew, 06.12.2008

Od 2006 roku walczy w organizacji K-1. Zadebiutował w turnieju K-1 World GP w Amsterdamie, w którym doszedł do finału (przegrał z Bjornem Bregym). Od tej walki był niepokonany. W lipcu 2008 roku zwyciężył w turniej K-1 World GP na Hawajach, wygrywając wszystkie trzy walki przed czasem. We wrześniu pokonał w Seulu Raya Sefo i zakwalifikował się do Finału K-1 World GP, którego stawką był tytuł mistrza K-1 WGP. W ćwierćfinale wygrał z Rusłanem Karajewem, ale w walce o finał został znokautowany przez późniejszego mistrza Remy'ego Bonjasky'ego. Porażka ta zakończyła jego passę 16 zwycięstw z rzędu.
W marcu 2009 roku wziął udział w turnieju o wakujące mistrzostwo K-1 w wadze ciężkiej. W półfinale znokautował Tyone'a Sponga, ale w walce o tytuł niespodziewanie przegrał z Keijiro Maedą. Tego roku kontuzja wyeliminowała go z wzięcia udziału w eliminacjach do Finału K-1. Do finałowego turnieju awansował natomiast w 2010 roku, nokautując podczas Final 16 Francuza Freddy'ego Kemayo. Saki, najlżejszy i najniższy zawodnik w 8-osobowej stawce, w ćwierćfinale pokonał po zaciętej walce Daniela Ghițę. W pojedynku tym doznał złamania prawej ręki, mimo to zdecydował się wyjść do półfinału. Przegrał w nim z Alistairem Overeemem przez nokaut w 1. rundzie po otrzymaniu kopnięcia w złamaną rękę.
Od 2012 związany z Glory World Series, gdzie 12 kwietnia 2014 został jej mistrzem w wadze półciężkiej, pokonując wskutek kontuzji nogi Tyrona Sponga.

## Osiągnięcia
- 2014-2015: Mistrz Glory w wadze półciężkiej
- 2014: Glory Light Heavyweight World Championship - 1. miejsce
- 2011: Ultimate Glory World Series − 1. miejsce
- 2008: K-1 World GP na Hawajach – 1. miejsce
- 2008: Mistrz Świata WFCA w wadze superciężkiej
- 2006: K-1 World GP w Amsterdamie – 2. miejsce
- 2003: Mistrz Świata Muay Thai
- 2002: Mistrz Europy Muay Thai
- 2001: Mistrz Holandii Muay Thai

## Lista walk w MMA
| Wynik     | Bilans | Przeciwnik (bilans przed walką) | Rozstrzygnięcie                  | Runda | Czas | Rozgrywki                   | Data       | Miejsce    | Uwagi         |
| --------- | ------ | ------------------------------- | -------------------------------- | ----- | ---- | --------------------------- | ---------- | ---------- | ------------- |
| Przegrana | 1-2    | Khalil Rountree Jr. (6-2)       | TKO (ciosy pięściami w parterze) | 1     | 1:13 | UFC 226: Miocic vs. Cormier | 7.07.2018  | Las Vegas  |               |
| Wygrana   | 1-1    | Henrique da Silva (12-3)        | KO (cios pięścią)                | 1     | 4:45 | UFC Fight Night 117         | 22.09.2017 | Saitama    | Debiut w UFC  |
| Przegrana | 0-1    | James Zikic (12-4)              | TKO (ciosy pięściami)            | 1     | N/A  | MMA CFC 1 – Cage Carnage    | 7.04.2004  | Manchester | Debiut w MMA. |